# Wohn- und Geschäftshaus Friedrich-Ebert-Straße 36
Das Wohn- und Geschäftshaus Friedrich-Ebert-Straße 36, Ecke Wilhelm-Bönning-Straße, auch Haus Visbeck-Lüers genannt, im niedersächsischen Nordenham im Landkreis Wesermarsch stammt von um 1900.

Aktuell (2023) wird es als Wohn- und Geschäftshaus genutzt.
Das Gebäude steht unter Denkmalschutz (siehe auch Liste der Baudenkmale in Nordenham).

## Beschreibung
Das zweigeschossige traufständige historisierende verputzte Gebäude, mit Mansarddach, Dachhäusern und Gauben, mit der barockisierenden bzw. jugendstilhaften schrägen Eckausbildung mit dem Fenster in Hufeisenform und darüber der Kartusche, den gerahmten farblich betonten Fenstern im OG und darüber dem Traufgesims als Konsolenfries, wurde am Ende des 19. oder Anfang des 20. Jahrhunderts gebaut.
Das Landesdenkmalamt befand zur Bedeutung: „… Teil einer Gruppe baulicher Anlagen …“ zu der die Gebäude Friedrich-Ebert-Straße Nr. 36, Nr. 39 und 41 sowie 45, 45B und 46 gehören.